# Santiz
Santiz è un comune spagnolo di 283 abitanti situato nella comunità autonoma di Castiglia e León.